# Listă de filme de animație din 2007
Aceasta este o listă de filme de animație din anul 2007:
| Titlu | Țara                                                                              | Regizor | Studio | Tehnici de animație        | Note                                              |
| --- | --------------------------------------------------------------------------------- | --- | --- | -------------------------- | ------------------------------------------------- |
| 5 Centimeters Per Second: a chain of short stories about their distance 秒速5センチメートル: アチェインオブショートストリーズアバウトゼアディスタンス (Byōsoku Go Senchimētoru: a chein obu shōto sutorīzu abauto zea disutansu) | Japonia                                                                           | Makoto Shinkai | CoMix Wave Inc. | Traditional                |                                                   |
| Aqua Teen Hunger Force Colon Movie Film for Theaters | Statele Unite ale Americii                                                        | Matt Maiellaro, Dave Willis | Radical Axis, Williams Street, Adult Swim                                                                                | Traditional                |                                                   |
| Ali Baba and the Forty Thieves: The Lost Scimitar of Arabia | Statele Unite ale Americii                                                        | Rick Ungar | BKN Home Entertainment                                                                                                   | Traditional                | [ 1 ]                                             |
| Alice in Wonderland: What's the Matter With Hatter? | Statele Unite ale Americii                                                        | Ric Machin | BKN International | CG animation               |                                                   |
| Appleseed Ex Machina Ekusu makina | Japonia                                                                           | Shinji Aramaki | Digital Frontier | CG animation               |                                                   |
| Ard Al-Taff أرض الطف | Liban                                                                             | Ahmed Homani | | CG animation               | [ 2 ]                                             |
| Barbie as the Island Princess | Statele Unite ale Americii                                                        | Greg Richardson | Rainmaker Entertainment                                                                                                  | CG animation               |                                                   |
| Barbie Fairytopia: Magic of the Rainbow | Statele Unite ale Americii                                                        | William Lau | Rainmaker Entertainment                                                                                                  | CG animation               |                                                   |
| Battle for Terra | Statele Unite ale Americii                                                        | Aristomenis Tsirbas | MeniThings Productions, Snoot Entertainment                                                                              | CG animation               |                                                   |
| Bee Movie | Statele Unite ale Americii                                                        | Steve Hickner, Simon J. Smith | DreamWorks Animation | Traditional                |                                                   |
| Beowulf | Statele Unite ale Americii                                                        | Robert Zemeckis | ImageMovers | CG animation               |                                                   |
| The Big Fighting between Wukong and God Erlang (Wukong Da Zhan Er Lang Shen) | Republica Populară Chineză                                                        | Hansen Liang | | CG animation               | [ 3 ]                                             |
| Billy & Mandy's Big Boogey Adventure | Statele Unite ale Americii                                                        | Shaun Cashman, Kris Sherwood, Gordon Kent, Matt Engstrom, Eddy Houchins, Sue Perrotto, Robert Alvarez, Russell Calabrese, Phil Cummings, Mike Lyman, Christine Kolosov | Cartoon Network Studios                                                                                                  | Traditional                |                                                   |
| Billy & Mandy: Wrath of the Spider Queen | Statele Unite ale Americii                                                        | Matt Engstrom, Gordon Kent, Juli Murphy, Kris Sherwood | Cartoon Network Studios                                                                                                  | Traditional                |                                                   |
| Bleach: The DiamondDust Rebellion 劇場版BLEACH The DiamondDust Rebellion もう一つの氷輪丸 (Gekijōban Burīchi Za Daiyamondo Dasuto Reberion Mō Hitotsu no Hyōrinmaru)                                                             | Japonia                                                                           | Noriyuki Abe | Aniplex, Studio Pierrot                                                                                                  | Traditional                |                                                   |
| Bratz Fashion Pixiez | Statele Unite ale Americii                                                        | Mucci Fassett | Lions Gate Entertainment                                                                                                 | CG animation               | [ 4 ] [ 5 ]                                       |
| Bratz Kidz: Sleep-Over Adventure | Statele Unite ale Americii                                                        | Sean McNamara | Lions Gate Entertainment                                                                                                 | CG animation               |                                                   |
| Care Bears: Oopsy Does It! | Statele Unite ale Americii                                                        | Davis Doi | SD Entertainment | CG animation               |                                                   |
| Cat City 2: The Cat of Satan Macskafogó 2 - A sátán macskája | Ungaria                                                                           | Béla Ternovszky | Szerep Produkciós Iroda                                                                                                  | Traditional                |                                                   |
| Chicago 10 | Statele Unite ale Americii                                                        | Brett Morgen | Consolidated Documentaries, Participant Productions, River Road Entertainment, Curious Pictures                          | Traditional                |                                                   |
| Chill Out, Scooby-Doo! | Statele Unite ale Americii                                                        | Joe Sichta | Warner Bros. Animation                                                                                                   | Traditional                |                                                   |
| Cinderella III: A Twist in Time | Belgia · Brazilia · Spania                                                        | Frank Nissen | DisneyToon Studios | Traditional                |                                                   |
| Clannad | Japonia                                                                           | Osamu Dezaki | Toei Animation | Traditional                |                                                   |
| Cosmic Boy Garoto Cósmico | Brazilia                                                                          | Alê Abreu | Estúdio Elétrico | Traditional                | [ 6 ] [ 7 ]                                       |
| Dante's Inferno | Statele Unite ale Americii                                                        | Sean Meredith | Dante Film LLC | Hand-drawn paper puppets   |                                                   |
| Detective Conan: Jolly Roger in the Deep Azure 名探偵コナン 紺碧の棺 | Japonia                                                                           | Yasuichiro Yamamoto | TMS Entertainment | Traditional                |                                                   |
| Disney Princess Enchanted Tales: Follow Your Dreams | Statele Unite ale Americii                                                        | David Block | DisneyToon Studios | Traditional                |                                                   |
| Doctor Strange | Statele Unite ale Americii                                                        | Patrick Archibald, Jay Oliva, Richard Sebast, Frank D. Paur | Marvel Enterprises | Traditional                |                                                   |
| Donkey Xote | Spania                                                                            | José Pozo | Lumiq Studios, Filmax Animation                                                                                          | CG animation               | [ 8 ]                                             |
| Doraemon: Nobita's New Great Adventure into the Underworld – The Seven Magic Users 映画ドラえもん のび太の新魔界大冒険 〜7人の魔法使い〜 (Doraemon: Nobita no Shin Makai Daibōken ~Shichinin no Mahō Tsukai~)                    | Japonia                                                                           | Yukiyo Teramoto | Asatsu-DK, Fujiko Productions, Shogakukan Production                                                                     | Traditional                |                                                   |
| Egon & Dönci | Ungaria                                                                           | Magyar Ádám | AEnimaCGS | CG animation               | [ 9 ]                                             |
| Elias and the Royal Yacht Elias og kongeskipet | Norvegia                                                                          | Espen Fyksen, Lise I. Osvoll | Filmkameratene A/S | CG animation               |                                                   |
| Evangelion: 1.0 You Are (Not) Alone ヱヴァンゲリヲン新劇場版: 序 (Evangerion Shin Gekijōban: Jo) | Japonia                                                                           | Hideaki Anno, Masayuki, Kazuya Tsurumaki | Studio Khara | Traditional                |                                                   |
| Fear(s) of the Dark Peur(s) du noir | Franța                                                                            | Blutch, Charles Burns, Marie Caillou, Pierre di Sciullo, Lorenzo Mattotti, Richard McGuire                                                                             | Prima Linea Productions                                                                                                  | Traditional                |                                                   |
| Flatland the Film | Statele Unite ale Americii                                                        | Ladd Ehlinger Jr. | Flatland Productions | CG animation               |                                                   |
| From the Sea De profundis | Spania                                                                            | Miguelanxo Prado | Continental Producciones, Desembarco Produccións, Zeppelin Filmes                                                        | Traditional                | [ 10 ]                                            |
| Friends Forever | India                                                                             | Mark A.Z. Dippé | Davis Entertainment, Paws, Inc., The Animation Picture Company                                                           | CG animation               |                                                   |
| Futurama: Bender's Big Score | Statele Unite ale Americii                                                        | Dwayne Carey-Hill | The Curiosity Company, 20th Century Fox Animation                                                                        | Traditional                |                                                   |
| Genius Party | Japonia                                                                           | | Studio 4°C | Traditional                |                                                   |
| Go West: A Lucky Luke Adventure Tous à l'Ouest: Une aventure de Lucky Luke | Franța                                                                            | Olivier Jean Marie | Xilam |                            |                                                   |
| Granny Yozhka and Others Бабка Ёжка и другие (Babka Yozhka i drugiye) | Rusia                                                                             | Valeriy Ugarov | United Multimedia Projects                                                                                               | Traditional                | [ 11 ] [ 12 ] [ 13 ]                              |
| H. P. Lovecraft's The Dunwich Horror and Other Stories H・P・ラヴクラフトのダニッチ・ホラー その他の物語 (Ecchi Pī Ravukurafuto no Danicchi Horā Sonota no Monogatariy)                                                          | Japonia                                                                           | Ryo Shinagawa | Toei Animation | Stop motion                | Arhivat în 7 februarie 2012, la Wayback Machine.  |
| Happily N'Ever After | Statele Unite ale Americii · Germania                                             | Yvett Kaplan, Paul J. Bolger | BAF Berlin Animation Film, BFC Berliner Film Companie, Odyssey Entertainment, Vanguard Films, Vanguard Animation         | CG animation               |                                                   |
| Hellboy: Blood and Iron | Statele Unite ale Americii                                                        | Victor Cook, Tad Stones | IDT Entertainment | Traditional                |                                                   |
| Highlander: The Search for Vengeance | Statele Unite ale Americii                                                        | Yoshiaki Kawajiri | Imagi Animation Studios, Madhouse                                                                                        | Traditional                |                                                   |
| Ilya and the Robber Илья Муромец и Соловей Разбойник (Ilya Muromets i Solovey Razboynik) | Rusia                                                                             | Vladimir Toropchin | Melnitsa Animation Studio                                                                                                | Traditional                | [ 15 ] [ 16 ]                                     |
| Initial D: Battle Stage 2 頭文字〈イニシャル〉D BATTLE STAGE 2 | Japonia                                                                           | Tsuneo Tominaga | Frontline | Traditional                |                                                   |
| The Invincible Iron Man | Statele Unite ale Americii                                                        | Patrick Archibald, Jay Oliva, Frank D. Paur | Marvel Studios | Traditional                |                                                   |
| JoJo's Bizarre Adventure: Phantom Blood ジョジョの奇妙な冒険 ファントム ブラッド (JoJo no Kimyo na Bōken: Phantom Blood) | Japonia                                                                           | Junichi Hayama | Studio APPP | Traditional                |                                                   |
| Jungle Book: Rikki-Tikki-Tavi to the Rescue | Statele Unite ale Americii                                                        | Rick Ungar | BKN International | CG animation               | [ 17 ] [ 18 ]                                     |
| Jungo Goes Bananas Jungledyret Hugo - Fræk, Flabet og Fri | Danemarca · Letonia · Norvegia                                                    | Flemming Quist Møller | A. Film A/S, | CG animation               |                                                   |
| The Land Before Time XIII: The Wisdom of Friends | Statele Unite ale Americii                                                        | Jamie Mitchell | Universal Animation Studios                                                                                              | Traditional                |                                                   |
| Legend of Nahuala La leyenda de la nahuala | Mexic                                                                             | Ricardo Arnaiz | Animex | Traditional                | [ 19 ]                                            |
| The Life of Buddha ประวัติพระพุทธเจ้า (Phra Phuttajao) | Thailanda                                                                         | Kritsaman Wattananarong | Mono Film | Traditional                |                                                   |
| Lissi and the Wild Emperor Lissi und der wilde Kaiser | Germania                                                                          | Michael Herbig | CA Scanline Production, herbX film                                                                                       | CG animated                |                                                   |
| Little Bee Abelhinhas | Brazilia                                                                          | | Vídeo Brinquedo | CG animation               |                                                   |
| The Little King Macius Król Maciuś Pierwszy Der Kleine König Macius - Der Film | Polonia · Germania · Franța                                                       | Sandor Jesse, Lutz Stützner | Saxonia Entertainment, Studio 88, Studio Orange Reklamy, ki.ka, HMM                                                      | Traditional                | Arhivat în 26 aprilie 2012, la Wayback Machine.   |
| Max & Co | Elveția · Belgia · Franța · Regatul Unit al Marii Britanii și al Irlandei de Nord | Samuel Guillaume, Frédéric Guillaume | Max-LeFilm, Saga-Productions, Ciné Manufacture, Future Films, Nexus Factory                                              | Stop motion                |                                                   |
| Mazu 海之傳說─媽祖 (Hǎi zhī chuánshuō-Mǎzǔ) | Taiwan                                                                            | Lin Shih-Jen | Chinese Cartoon Production                                                                                               | Traditional                | [ 22 ]                                            |
| Meet the Robinsons | Statele Unite ale Americii                                                        | Steve Anderson | Walt Disney Animation Studios                                                                                            | CG animation               |                                                   |
| Minushi | Canada                                                                            | Tyler Gibb | | Traditional                |                                                   |
| Going Nuts Gritos en el pasillo | Spania                                                                            | Juan José Ramírez Mascaró | Perro Verde Films, Producciones Bajo la Lluvia                                                                           | Puppets                    | Arhivat în 2 ianuarie 2012, la Wayback Machine.   |
| Mobile Suit Gundam SEED Destiny: Special Edition IV - The Cost of Freedom 機動戦士ガンダムSEED DESTINY スペシャルエディション完結編 自由の代償 (Kidou Senshi Gundam SEED Destiny Special Edition Kanketsuhen: Jiyuu no Daishou)  | Japonia                                                                           | Mitsuo Fukuda | Sunrise | Traditional                |                                                   |
| Monica's Gang in an Adventure in Time Turma da Mônica em Uma Aventura No Tempo | Brazilia                                                                          | Mauricio de Sousa | Diler & Associados, Labo Cine do Brasil Ltda., Labocine Digital, Maurício de Souza Produções Cinematográficas, Miravista | Traditional                |                                                   |
| Mosaic | Statele Unite ale Americii                                                        | Roy Allen Smith | POW! Entertainment, Film Roman Productions                                                                               | Traditional                |                                                   |
| Mug Travel 빼꼼의 머그잔 여행 (Bbaekkom-ui meogeu-jan yeohaeng) | Coreea de Sud                                                                     | Lim Ah-ron | RG Animation Studios | CG animation               |                                                   |
| Naruto Shippuden: the Movie 劇場版 NARUTO -ナルト- 疾風伝 (Gekijōban Naruto Shippūden) | Japonia                                                                           | Hajime Kamegaki | Aniplex, Bandai Co., Ltd., Dentsu Inc., Pierrot, Shueisha, TV Tokyo                                                      | Traditional                |                                                   |
| Nocturna | Spania · Franța · Regatul Unit al Marii Britanii și al Irlandei de Nord           | Adrià García, Víctor Maldonado | Filmax Animation | Traditional                |                                                   |
| One Night in One City Jedné noci v jednom městě | Cehia                                                                             | Jan Balej | MAUR Film | Stop motion                |                                                   |
| One Piece Movie: The Desert Princess and the Pirates: Adventures in Alabasta 劇場版ワンピース エピソードオブアラバスタ 砂漠の王女と海賊たち (Gekijōban Wan Pīsu: Episōdo Obu Arabasuta: Sabaku no Ōjo to Kaizokutachi)           | Japonia                                                                           | Takahiro Imamura | Toei Animation, Fuji Television, Shueisha, Bandai Entertainment, Toei Company                                            | Traditional                |                                                   |
| Papelucho and the Martian Papelucho y el Marciano | Chile                                                                             | Alejandro Rojas | Cine Animadores, Canal 13 Films                                                                                          | Traditional                |                                                   |
| Persepolis | Franța                                                                            | Marjane Satrapi, Vincent Paronnaud | The Kennedy/Marshall Company                                                                                             | Traditional                |                                                   |
| Piano no Mori: The Perfect World of Kai ピアノの森 (Piano no Mori) | Japonia                                                                           | Masayuki Kojima | Madhouse | Traditional                |                                                   |
| Pokémon: The Rise of Darkrai 劇場版ポケットモンスター ダイヤモンド&パール ディアルガVSパルキアVSダークライ (Gekijōban Poketto Monsutā Daiyamondo Pāru Diaruga tai Parukia tai Dākurai)                                           | Japonia                                                                           | Kunihiko Yuyama, Tom Wayland | OLM, Inc. | Traditional                |                                                   |
| The Prince and the Pauper: Double Trouble | Statele Unite ale Americii                                                        | Ric Machin | BKN International | CG animation               | [ 24 ] [ 25 ]                                     |
| Princess of the Sun La Reine Soleil | Belgia · Franța · Ungaria                                                         | Philippe Leclerc | France 3 Cinéma, Cinemon, Greykid Pictures                                                                               | Traditional                |                                                   |
| Pulentos: The Movie Pulentos, la película | Chile                                                                             | Julio Pot | Canal 13 Films | Traditional                | Arhivat în 9 septembrie 2011, la Wayback Machine. |
| Quest for a Heart Röllin sydän | Finlanda · Regatul Unit al Marii Britanii și al Irlandei de Nord · Germania       | Pekka Lehtosaari | Matila Röhr Productions                                                                                                  | Traditional                | Arhivat în 7 februarie 2005, la Wayback Machine.  |
| Ratatouille | Statele Unite ale Americii                                                        | Brad Bird | Pixar | CG animation               |                                                   |
| Return of Hanuman | India                                                                             | Anurag Kashyap | Percept Picture Company, Toonz Animation India                                                                           | Traditional                |                                                   |
| RH+, The Vampire of Seville RH+, el vampiro de Sevilla | Spania                                                                            | Antonio Zurera | M5 Audiovisual, Milimetros Feature Animation                                                                             | Traditional                | [ 27 ] [ 28 ]                                     |
| Robin Hood: Quest For The King | Statele Unite ale Americii                                                        | Ric Machin | BKN International | CG animation               | [ 29 ] [ 30 ]                                     |
| Ségou Fanga سيغو فانغا | Tunisia                                                                           | Manbaye Coulibaly, Abdelkader Belhadi | Sanitilavielm | Traditional                | [ 31 ]                                            |
| Shana of the Burning Eyes 劇場版 灼眼のシャナ (Shakugan no Shana) | Japonia                                                                           | Takashi Watanabe | J.C.Staff | Traditional                |                                                   |
| Shrek the Third | Statele Unite ale Americii                                                        | Chris Miller, Raman Hui | DreamWorks Animation | Traditional                |                                                   |
| The Simpsons Movie | Statele Unite ale Americii                                                        | David Silverman | Gracie Films, Film Roman, Rough Draft Feature Animation, 20th Century Fox Animation                                      | Traditional                |                                                   |
| Snow White: The Sequel Blanche-Neige, la suite | Belgia · Franța · Polonia · Regatul Unit al Marii Britanii și al Irlandei de Nord | Picha | YC Alligator Film | Traditional                |                                                   |
| Strawberry Shortcake: Berry Blossom Festival | Statele Unite ale Americii                                                        | Sarah Heinke | DiC Enterprises | Traditional                |                                                   |
| Summer Days with Coo 河童のクゥと夏休み (Kappa no ku to natsu yasumi) | Japonia                                                                           | Keiichi Hara | Shin-Ei Animation | Traditional                |                                                   |
| Superman: Doomsday | Statele Unite ale Americii                                                        | Bruce Timm, Lauren Montgomery, Brandon Vietti | Warner Bros. Animation                                                                                                   | Traditional                |                                                   |
| Surf's Up | Statele Unite ale Americii                                                        | Ash Brannon, Chris Buck | Sony Pictures Animation                                                                                                  | CG animation               |                                                   |
| Sword of the Stranger ストレンヂア 無皇刃譚 (Sutorenja Mukouhadan) | Japonia                                                                           | Masahiro Andō | Bones | Traditional                |                                                   |
| A Tale of Two Mozzies Cykelmyggen og Dansemyggen | Danemarca                                                                         | Jannik Hastrup, Flemming Quist Møller | Dansk Tegnefilm | Traditional                | [ 32 ] [ 33 ]                                     |
| The Ten Commandments | Statele Unite ale Americii · Noua Zeelandă · Singapore                            | John Stronach, Bill Boyce | Huhu Studios, iVL Animation, Sparky Animation, Ten Chimneys Entertainment                                                | CG animation               |                                                   |
| Tengers | Africa de Sud                                                                     | Michael J. Rix | Mirror Mountain Pictures                                                                                                 | Stop motion                |                                                   |
| Tetsujin28: Morning moon of Midday 鉄人２８号 白昼の残月 (Tetsujin Nijūhachi-gō: Hakuchū no Zangetsu) | Japonia                                                                           | Yasuhiro Imagawa | Palm Studio | Traditional                |                                                   |
| The Three Musketeers: Saving The Crown | Statele Unite ale Americii                                                        | Ric Machin | BKN International | CG animation               | [ 34 ]                                            |
| The Three Robbers Die drei Räuber | Germania                                                                          | Hayo Freitag | Animation X Gesellschaft zur Produktion von Animationsfilmen mbH                                                         | Traditional                | [ 35 ] [ 36 ]                                     |
| TMNT | Statele Unite ale Americii · Hong Kong                                            | Kevin Munroe | Imagi Animation Studios                                                                                                  | CG animation               |                                                   |
| Tom and Jerry: A Nutcracker Tale | Statele Unite ale Americii                                                        | Spike Brandt, Tony Cervone | Warner Bros. Animation                                                                                                   | Traditional                |                                                   |
| VeggieTales: Moe and the Big Exit | Statele Unite ale Americii                                                        | Brian K. Roberts | Big Idea Productions | CG animation               |                                                   |
| VeggieTales: The Wonderful Wizard of Ha's | Statele Unite ale Americii                                                        | Brian K. Roberts | Big Idea Productions | CG animation               |                                                   |
| Vexille - 2077 Isolation of Japan ベクシル 2077日本鎖国 (Bekushiru 2077 Nihon sakoku) | Japonia                                                                           | SORI | Oxybot | CG animation               |                                                   |
| The Warrior 勇士 | Republica Populară Chineză                                                        | | Shanghai Animation Film Studio                                                                                           | Traditional                |                                                   |
| We Are the Strange | Statele Unite ale Americii                                                        | M dot Strange | Str8nime | Stop motion / CG animation |                                                   |
| Winx Club: The Secret of the Lost Kingdom Winx Club - Il Segreto Del Regno Perduto | Italia                                                                            | Iginio Straffi | Rainbow S.r.l. | CG animation               |                                                   |
| Yes! Precure 5: Great Miraculous Adventure in the Mirror Kingdom! Ｙｅｓ!プリキュア５ 鏡の国のミラクル大冒険! (Yes! Precure 5: Kagami no Kuni no Miracle Daibōken!)                                                              | Japonia                                                                           | Tatsuya Nagamine | Toei Animation | Traditional                |                                                   |
| Yobi, the Five Tailed Fox 천년여우 여우비 (Chunnyun-yeowoo Yeowoobi) | Coreea de Sud                                                                     | Lee Seong-gang | CJ Entertainment, Sunwoo Entertainment                                                                                   | Traditional                |                                                   |